# Stronsdorf
Stronsdorf ist eine Marktgemeinde mit 1535 Einwohnern (Stand 1. Jänner 2025) im Bezirk Mistelbach in Niederösterreich.

## Geografie
| Stronsdorf liegt im Weinviertel in Niederösterreich. Die Fläche der Marktgemeinde umfasst 48,17 Quadratkilometer. Drei Viertel der Fläche werden landwirtschaftlich genutzt, 17 Prozent sind bewaldet. Der Wald ist Teil des Ernstbrunner Waldes, eines der größeren zusammenhängenden Wälder Österreichs, und liegt auf den Schotterablagerungen der Urdonau. Daran schließen die für das Weinviertel typischen Lösshänge an, welche sich schließlich in der Laaer Ebene verlieren. Alle Ortschaften wurden in flachen Mulden (Windschutz) am Fuße von Hügeln (Quellen) gegründet; die anschließende Laaer Ebene bot gute Bedingungen für die Landwirtschaft. Ebenfalls typisch für das Weinviertel ist heute das Fehlen von großen Oberflächengewässern. Der meiste Regen versickert, der Rest läuft über Gräben zur Thaya. | Die zur Anzeige dieser Grafik verwendete Erweiterung wurde dauerhaft deaktiviert. Wir arbeiten aktuell daran, diese und weitere betroffene Grafiken auf ein neues Format umzustellen. (Mehr dazu) |

Das Gemeindegebiet umfasst folgende sechs Ortschaften (in Klammern Einwohnerzahl Stand 1. Jänner 2025):
- Oberschoderlee (229)
- Patzenthal (121)
- Patzmannsdorf (383)
- Stronegg (31)
- Stronsdorf (652)
- Unterschoderlee (119)

Die Gemeinde besteht aus den Katastralgemeinden Oberschoderlee, Patzenthal, Patzmannsdorf, Stronegg, Stronsdorf und Unterschoderlee.
Die Gemeinde gehört zur Kleinregion Land um Laa.

### Nachbargemeinden
| Großharras              | Laa an der Thaya                            | Unterstinkenbrunn |
| Nappersdorf-Kammersdorf | Kompassrose, die auf Nachbargemeinden zeigt | Gaubitsch         |
|                         | Hollabrunn                                  | Gnadendorf        |

## Geschichte
Gegründet wurde Stronsdorf wahrscheinlich zwischen dem 7. und (eher) dem 9. Jahrhundert als slawische Siedlung, „Strajnei“ ist ein slawischer Name. Im Zuge des Entstehens der Babenbergerherrschaft („Böhmische Mark“ im Weinviertel) nahmen nach und nach germanische Siedler den Platz der Gründer ein. Die ersten urkundlichen Erwähnungen erfolgten 1072, danach 1092 und 1108. Die Pfarre Stronsdorf wurde 1160 gegründet.
Wie sehr viele Dorfgemeinschaften war Stronsdorf ein Dorf von Bauern und Handwerkern, schriftlich festgehalten wurden nur Angelegenheiten der Grundherren. 1164 wurde ein „Wichard von Straneisdorf“ als erster dieser Grundherren erwähnt. 1304 wurden die Wallseer Besitzer Stronsdorfs, schenkten in der Folge die Pfarre dem Stift Säusenstein, welches in Stronsdorf ein Tochterkloster gründete. Dieses wurde von Josef II. im 18. Jahrhundert aufgehoben, davon übrig blieb bis heute die prächtige Kirche.
Wechselnde Grundherrschaften sind vom 15. bis zum 19. Jahrhundert zu finden, zuletzt erwarb 1857 Karl Friedrich Kammel, Edler von Hardegger, Schloss und Herrschaft. Im 20. Jahrhundert kam das Schloss durch Heirat in den Besitz der alten, ehemals ungarischen Adelsfamilie Révay.
Für die Bevölkerung Stronsdorfs liest man aus der Ortschronik einen Wechsel aus Kriegen, Seuchen und wirtschaftlichen Blütezeiten heraus. Hussiten und Türken waren die Schrecken des 15. bis 17. Jahrhunderts, die Schweden im Dreißigjährigen Krieg, Napoleon und die Preußen hinterließen dumpfe Ahnungen im Gedächtnis. Für den Zweiten Weltkrieg mit wochenlanger Frontlinie und nachfolgender Plünderung und Besatzung durch die Rote Armee gibt es noch genug lebende Zeugen.
Stronsdorf wurde von allen bekannten Seuchen heimgesucht; Pest, Cholera etc. traten mehrmals auf.
Die wirtschaftlichen Blütezeiten ergaben sich im Gefolge des sich vor allem ab dem 18. Jahrhundert entwickelnden Habsburgerreiches. Die Markterhebung erfolgte vor 1304, 1514 erhielt Stronsdorf ein Wappen, Landwirtschaft und Handwerk entwickelten sich. Um 1900 war Stronsdorf ein funktionierendes Gemeinwesen mit allen Handwerkern, Händlern etc.
Im Gefolge der zwei Weltkriege geriet Stronsdorf jedoch in eine Randlage und verlor erheblich an Wirtschaftskraft und Bevölkerung. Der Sog der Großstadt Wien war in den letzten Jahrzehnten der bestimmende Faktor. Erst in den letzten Jahren wirkten sich der Fall des Eisernen Vorhanges und die steigende Mobilität der Bevölkerung positiv auf Bevölkerungszahl und Wirtschaft aus.
In den letzten Tagen des Zweiten Weltkriegs wurden Stronsdorf und seine Katastralgemeinden Schauplatz heftiger und wechselvoller Kämpfe zwischen Truppen der Wehrmacht und der Roten Armee. In Stronsdorf selbst wurden starke Zerstörungen durch Artilleriebeschuss verursacht, wobei auch Zivilisten ums Leben kamen. In Oberschoderlee wurden im Zuge der Kampfhandlungen fünf Zivilisten getötet. Patzenthal wurde nach dreistündigem Artilleriefeuer am 22. April 1945 durch russische Soldaten besetzt. Ein deutscher Gegenangriff am Abend des gleichen Tages wurde nach eineinhalbstündigem Gefecht abgeschlagen. Dabei fielen 20 russische und 30 deutsche Soldaten. Danach kam es in Patzenthal zu schweren Übergriffen auf die Zivilbevölkerung seitens der Sowjets. Der Ort wurde geplündert, dabei wurden sieben Zivilisten erschossen, mehrere Frauen und Mädchen wurden vergewaltigt. Erst im August 1945 normalisierte sich die Lage wieder.

### Einwohnerentwicklung
| Stronsdorf: Einwohnerzahlen von 1869 bis 2025       | Stronsdorf: Einwohnerzahlen von 1869 bis 2025 | Stronsdorf: Einwohnerzahlen von 1869 bis 2025 | Stronsdorf: Einwohnerzahlen von 1869 bis 2025 | Stronsdorf: Einwohnerzahlen von 1869 bis 2025 |
| --------------------------------------------------- | --------------------------------------------- | --------------------------------------------- | --------------------------------------------- | --------------------------------------------- |
| Jahr                                                |                                               |                                               |                                               | Einwohner                                     |
| 1869                                                | 1869                                          |                                               | 2.672                                         | 2.672                                         |
| 1880                                                | 1880                                          |                                               | 2.718                                         | 2.718                                         |
| 1890                                                | 1890                                          |                                               | 2.716                                         | 2.716                                         |
| 1900                                                | 1900                                          |                                               | 2.684                                         | 2.684                                         |
| 1910                                                | 1910                                          |                                               | 2.660                                         | 2.660                                         |
| 1923                                                | 1923                                          |                                               | 2.644                                         | 2.644                                         |
| 1934                                                | 1934                                          |                                               | 2.566                                         | 2.566                                         |
| 1939                                                | 1939                                          |                                               | 2.557                                         | 2.557                                         |
| 1951                                                | 1951                                          |                                               | 2.417                                         | 2.417                                         |
| 1961                                                | 1961                                          |                                               | 2.091                                         | 2.091                                         |
| 1971                                                | 1971                                          |                                               | 1.973                                         | 1.973                                         |
| 1981                                                | 1981                                          |                                               | 1.760                                         | 1.760                                         |
| 1991                                                | 1991                                          |                                               | 1.668                                         | 1.668                                         |
| 2001                                                | 2001                                          |                                               | 1.725                                         | 1.725                                         |
| 2011                                                | 2011                                          |                                               | 1.647                                         | 1.647                                         |
| 2021                                                | 2021                                          |                                               | 1.601                                         | 1.601                                         |
| 2025                                                | 2025                                          |                                               | 1.535                                         | 1.535                                         |
| Quelle(n): Statistik Austria, Gebietsstand 1.1.2021 |                                               |                                               |                                               |                                               |

## Kultur und Sehenswürdigkeiten
- Hausberg Stronegg
- Katholische Pfarrkirche Patzmannsdorf hl. Martin
- Katholische Pfarrkirche Stronsdorf Mariä Himmelfahrt
- Katholische Filialkirche Oberschoderlee hl. Antonius Eremit
- Katholische Ortskapelle Unterschoderlee Maria Schnee
- Katholische Ortskapelle Patzenthal hl. Maria
- Blauen Berg: Südöstlich von Oberschoderlee befindet sich am Blauen Berg ein national bedeutender Trockenrasen mit einem der einzigen zwei Vorkommen der Europa-Hornmelde in Österreich.

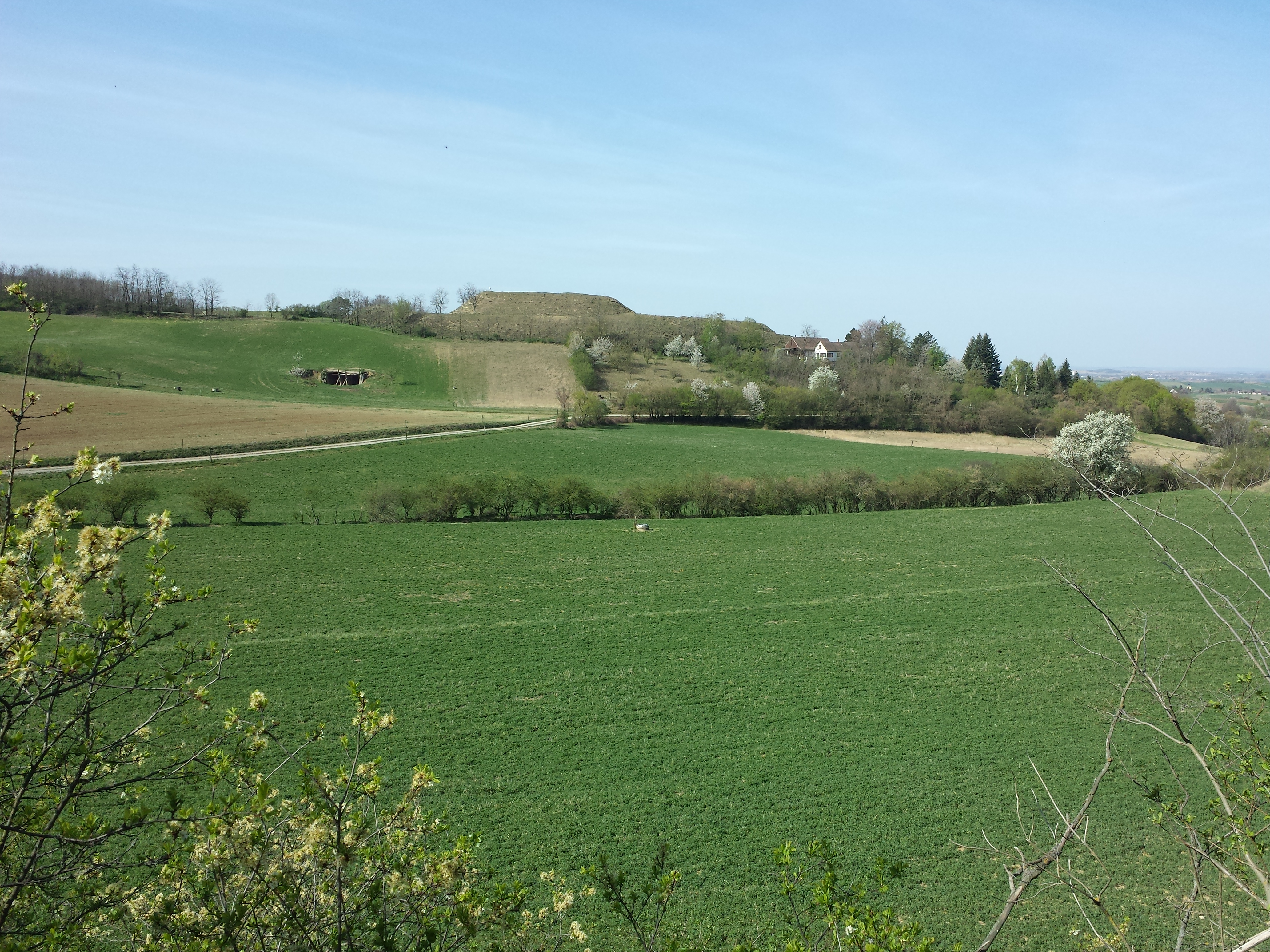
Hausberg Stronegg
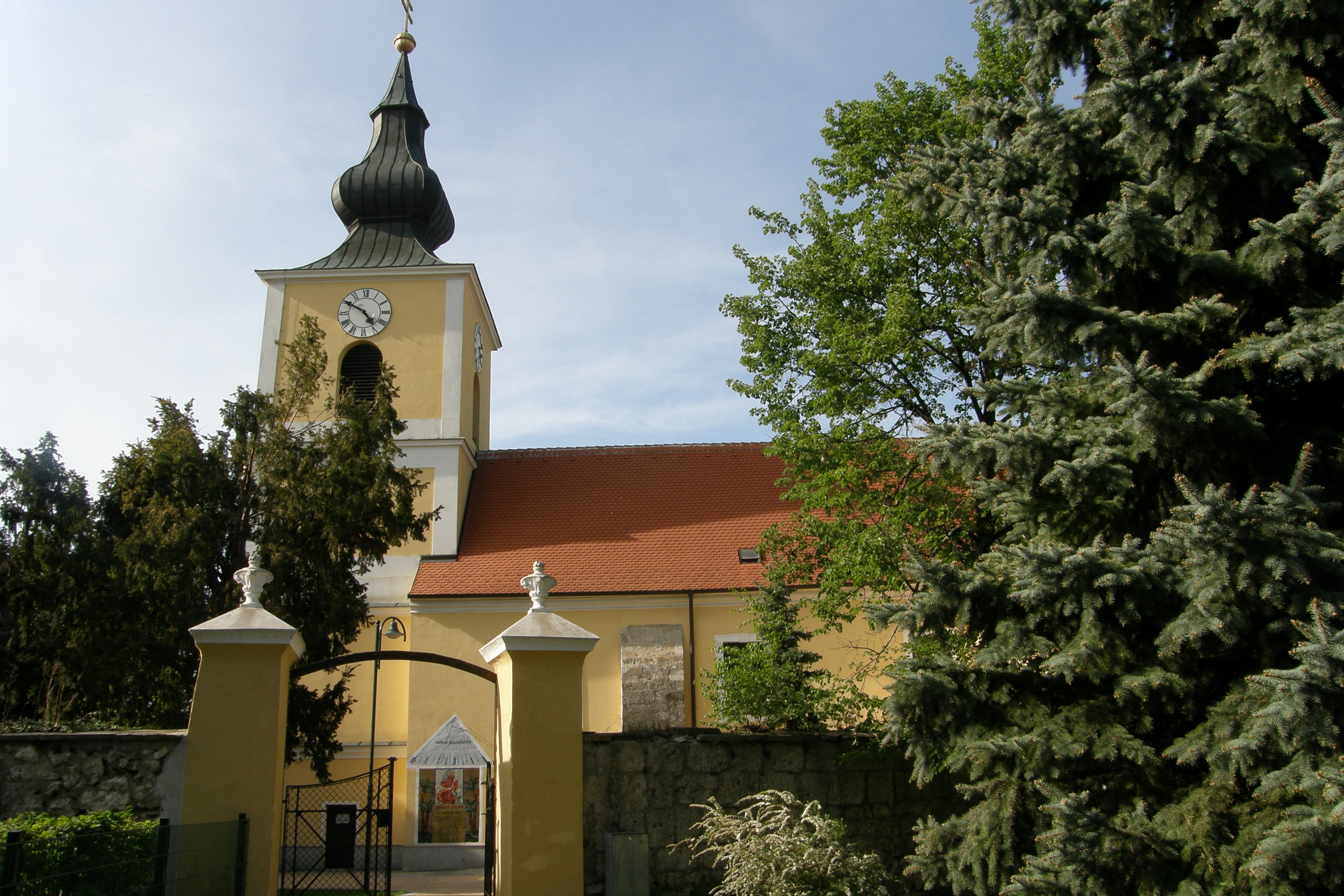
Pfarrkirche Patzmannsdorf
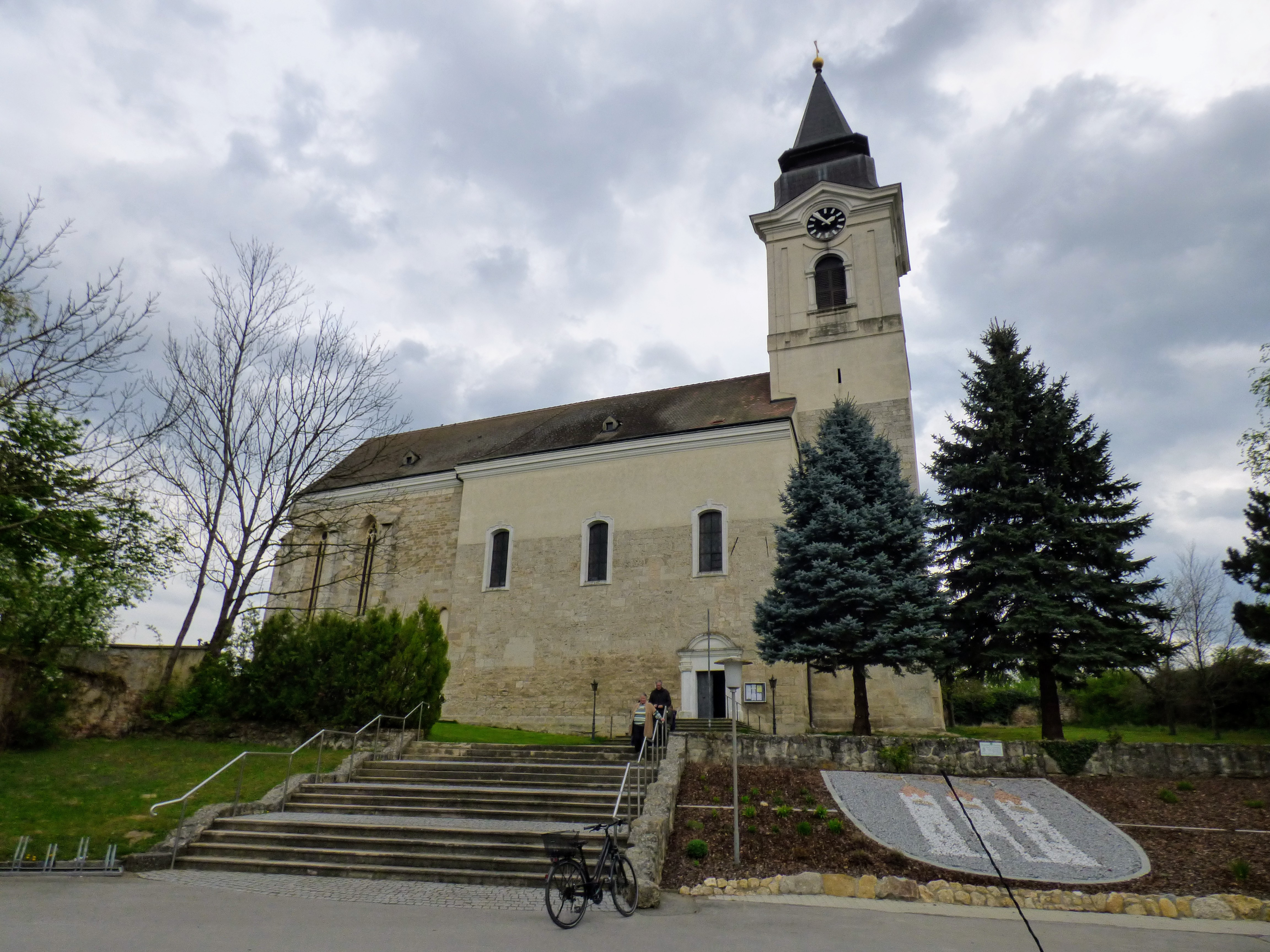
Pfarrkirche Stronsdorf
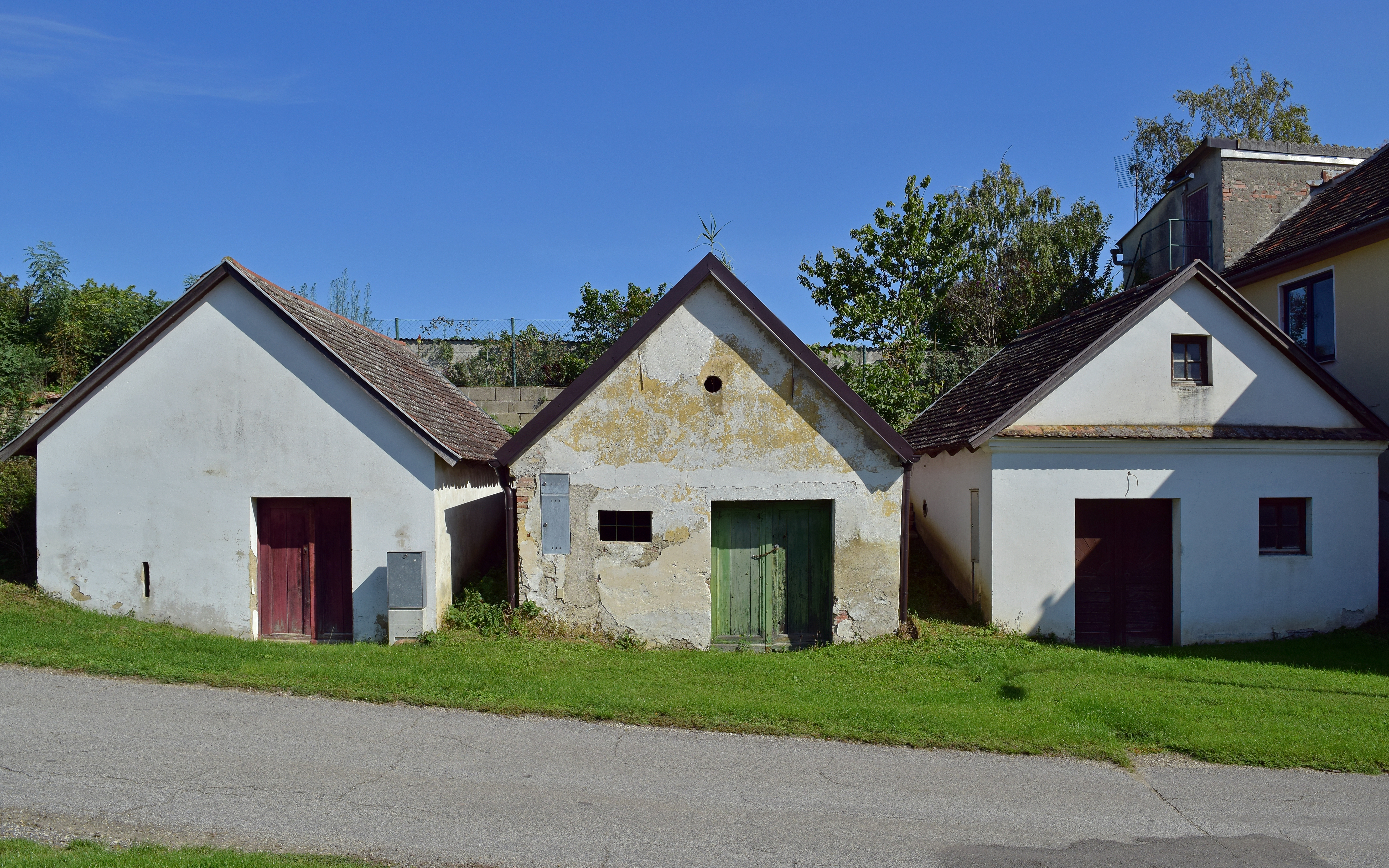
Kellergasse Hintaus

## Wirtschaft und Infrastruktur
Nichtlandwirtschaftliche Arbeitsstätten gab es im Jahr 2001 49, land- und forstwirtschaftliche Betriebe nach der Erhebung 1999 126. Die Zahl der Erwerbstätigen am Wohnort betrug nach der Volkszählung 2001 756. Die Erwerbsquote lag 2001 bei 44,63 Prozent.

### Öffentliche Einrichtungen
In Stronsdorf und in Patzmannsdorf befindet sich je ein Kindergarten, in Oberschoderlee gibt es eine Volksschule und in Stronsdorf eine Mittelschule.

## Politik

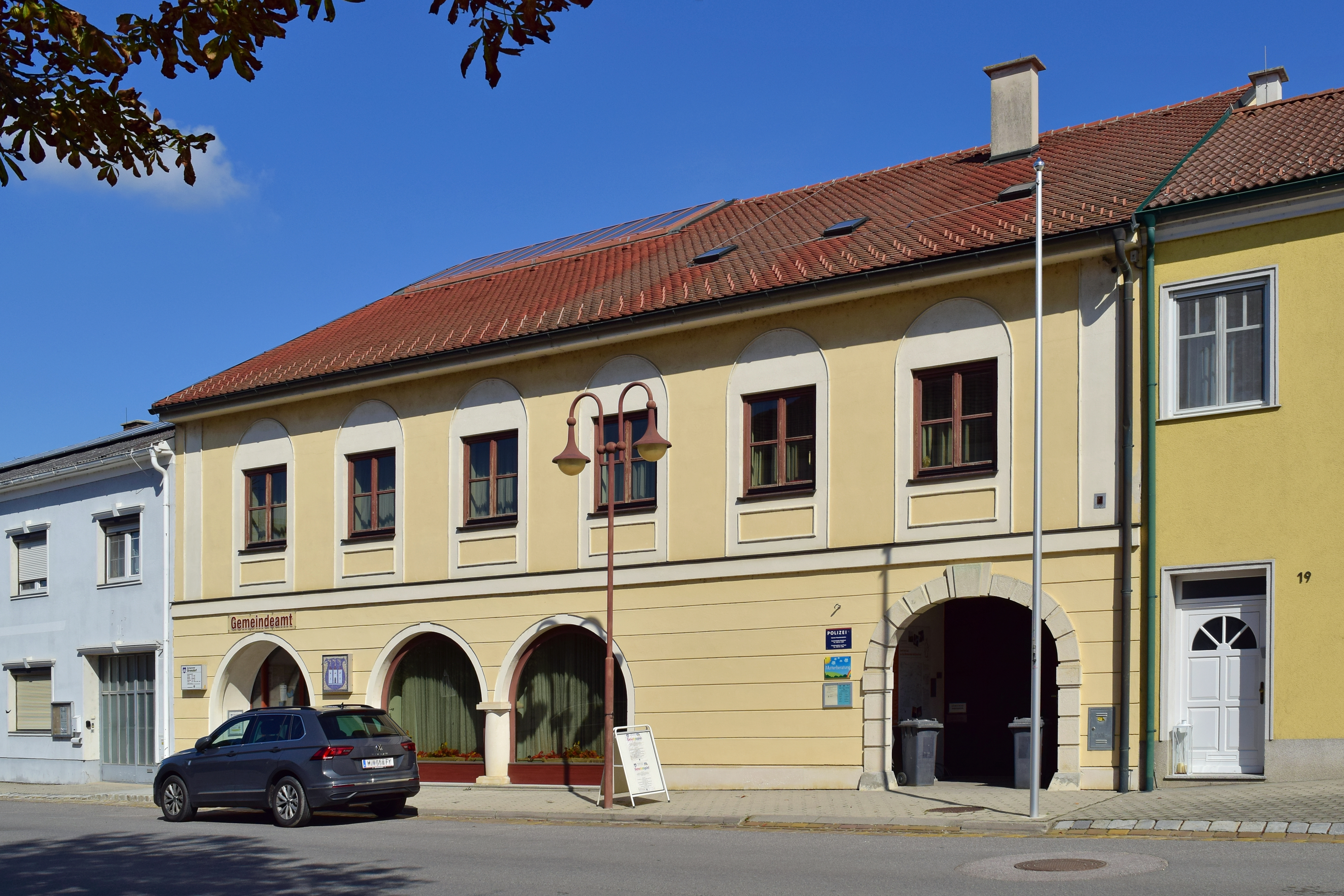
Gemeindeamt

### Gemeinderat
Der Gemeinderat hat 19 Mitglieder.
- Mit den Gemeinderatswahlen in Niederösterreich 1990 hatte der Gemeinderat folgende Verteilung: 17 ÖVP und 2 SPÖ.
- Mit den Gemeinderatswahlen in Niederösterreich 1995 hatte der Gemeinderat folgende Verteilung: 17 ÖVP und 2 SPÖ.[7]
- Mit den Gemeinderatswahlen in Niederösterreich 2000 hatte der Gemeinderat folgende Verteilung: 17 ÖVP und 2 SPÖ.[8]
- Mit den Gemeinderatswahlen in Niederösterreich 2005 hatte der Gemeinderat folgende Verteilung: 16 ÖVP und 3 SPÖ.[9]
- Mit den Gemeinderatswahlen in Niederösterreich 2010 hatte der Gemeinderat folgende Verteilung: 15 ÖVP und 4 SPÖ.[10]
- Mit den Gemeinderatswahlen in Niederösterreich 2015 hatte der Gemeinderat folgende Verteilung: 13 ÖVP, 3 FPÖ und 3 SPÖ.[11]
- Mit den Gemeinderatswahlen in Niederösterreich 2020 hat der Gemeinderat folgende Verteilung: 12 ÖVP, 4 SPÖ und 3 FPÖ.[12]

### Bürgermeister
- bis 2005 Johann Strick (ÖVP)
- 2005–2014 Rudolf Riener (ÖVP)
- seit 2014 Karin Gepperth (ÖVP)

### Wappen
Das Wappen wurde im Jahr 1514 von Kaiser Maximilian I. verliehen.
Blasonierung: „In Blau balkenweise drei gesockelte, zinnenbewehrte silberne Türme mit roten Spitzdächern und goldenen Turmkugeln, besteckt mit je einem goldenen, mit einem roten Andreaskreuz belegten Fähnchen, der mittlere mit geöffnetem Rundbogentor, die beiden äußeren mit je einer Schlüsselscharte, darüber je ein rechteckiges Fenster mit ausgestelltem goldenem Fensterladen, jeweils rechts, zentral und links ausgerichtet.“